# NHK
NHK (на японски: 日本放送 協会, Nippon Hōsō Kyōkai) е публична телевизионна компания в Япония.
NHK управлява два наземни телевизионни канала (NHK General TV и NHK Educational TV), четири сателитни телевизионни канала (NHK BS1 и NHK BS Premium, както и два телевизионни канала с висока резолюция; NHK BS4K и NHK BS8K) и три радио мрежи (NHK Radio 1, NHK Radio 2 и NHK FM).
NHK предоставя и международна услуга за излъчване, известна като NHK World-Japan. NHK World-Japan е съставен от NHK World TV, NHK World Premium и радиовръзката с къси вълни Radio Japan (RJ). World Radio Japan също предоставя някои от своите програми достъпни в интернет.